# Papa Gregório IV
Papa Gregório IV (em latim: Gregorius IV), (Roma, 790 - janeiro de 844) foi eleito o 101º Papa em dezembro de 827, mas tomou posse três meses depois, em março de 828, ao reconhecer a supremacia do imperador dos francos, Luís I, o Piedoso, de forma inequívoca.
Mandou fortificar as muralhas de Roma, perante a ameaça dos muçulmanos (designados como sarracenos), que ocupavam, então, a Sicília. O Duque de Toscana dirigiu, então, um exército que os derrotou por cinco vezes, em África. Isso não impediu, contudo que desembarcassem em Itália, destruindo Civitavecchia e Óstia e ameaçando Roma.
Contribuiu para o desenvolvimento arquitectural de Roma e promoveu a celebração do dia de todos os santos. Morreu em janeiro de 844.